# Psychoda williamsi
Psychoda williamsi är en tvåvingeart som beskrevs av Quate 1954. Psychoda williamsi ingår i släktet Psychoda och familjen fjärilsmyggor. Inga underarter finns listade i Catalogue of Life.